# Firestarter (película de 2022)
Firestarter (conocida como Llamas de venganza en Hispanoamérica y Ojos de fuego en España) es una película de ciencia ficción estadounidense de 2022 dirigida por Keith Thomas, basada en la novela Ojos de fuego de Stephen King. Es un reinicio de la adaptación cinematográfica de 1984 y está protagonizada por Zac Efron, Ryan Kiera Armstrong, Sydney Lemmon, Kurtwood Smith, John Beasley, Michael Greyeyes y Gloria Reuben. La película es producida por Jason Blum y Akiva Goldsman bajo su productora de Blumhouse Productions y Weed Road Pictures, respectivamente, junto con BoulderLight Pictures y Angry Adam Pictures.
Firestarter fue estrenada en los Estados Unidos el 13 de mayo de 2022, por Universal Pictures simultáneamente a través del estreno en cines y a través de la transmisión en Peacock.

## Argumento
En un flashback, la bebé Charlene «Charlie» McGee se sienta en su cuna, incendiando espontáneamente la habitación con su poder de piroquinesis y haciendo que su padre, Andrew «Andy» McGee (Zac Efron), entre en pánico al mirar a la bebé Charlie quemándose, lo que hace que se despierte de una pesadilla. En otro flashback, un joven Andy y su novia, Victoria «Vicky» Tomlinson (Sydney Lemmon), hablan con un médico en un ensayo clínico, quien les explica que les inyectarán la droga química experimental Lote-6, que secretamente les otorga poderes sobrenaturales: Andy gana la telepatía y Vicky obtiene la telequinesis.
En la actualidad, Charlie (Ryan Kiera Armstrong) está sentada a la mesa de la cocina después de tener una pesadilla. Sus padres se unen a ella y Charlie explica que ha estado reprimiendo algo malo y que sus poderes se vuelven más inestables. Ella sin querer causa un alboroto en su escuela después de explotar un baño debido a la ira por haber sido intimidada. Se muestra a Andy usando su poder, «el empuje», para influir en una cliente para que deje de fumar, aunque el esfuerzo hace que le sangren los ojos.
Mientras tanto, en una instalación secreta, la capitana Jane Hollister (Gloria Reuben), líder de la DSI, está monitoreando las firmas térmicas causadas por los arrebatos de Charlie. Ella visita al doctor Joseph Wanless (Kurtwood Smith), creador del Lote-6 y los superhumanos resultantes, quien implora a Hollister que acabe con Charlie antes de que sus poderes se vuelvan incontrolables. Hollister recluta a su compañero sobrehumano John Rainbird (Micahel Greyeyes) para que la ayude. Rainbird visita la casa de McGee y se enfrenta a Vicky, quien intenta contraatacar con sus poderes telequinéticos reprimidos. Rainbird la domina y logra matarla, para antes de sostener a Charlie a punta de cuchillo mientras ella y Andy entran a la casa. Los poderes de Charlie la abruman y envía una explosión de llamas por toda la casa. Andy y Charlie escapan en su camioneta.
En el camino, se encuentran con un hombre llamado Irv Manders (John Beasley). Después de usar «el empuje» para convencer a Irv de que los llevara a Boston, hacen autostop con él y se detienen en su casa. Después de que Charlie tropieza accidentalmente con su esposa paralizada, Irv se enfurece antes de admitir que ocasionalmente reacciona de forma exagerada. Irv se sienta toda la noche viendo un informe de noticias sobre el incidente en la casa de los McGee, que dice que Andy está acusado de asesinato. Irv y Andy discuten antes de que Andy le explique a Irv que solo está tratando de proteger a su hija. Charlie le dice telepáticamente a Irv que su esposa lo perdona por el accidente que la dejó paralizada, lo que hace que ceda e intente proteger a Andy y Charlie cuando aparece la policía debido a su llamada de emergencia anterior. Rainbird aparece entre los arbustos, mata a los policías y luego le dispara a Irv en la rodilla antes de que lleguen camionetas negras para recoger a Charlie y Andy. Andy usa «el empuje» por última vez para engañar a Rainbird para que Charlie pueda escapar a un bosque.
Charlie encuentra a un agente del DSI y le quita un pase. Él le ruega que no lo mate y le dice que no tiene un arma, pero Charlie lo mata después de que él saca el arma para atacarla. Ella sigue una gran escalera hasta el área restringida donde se encuentra su padre confinado. Llega a la celda con frente de vidrio de su padre, desde cuyo interior la capitana Hollister le dice que no intente quemarla, para que no queme a su padre en el proceso. Andy le dice a Charlie que Rainbird, sin él, la llamó telepáticamente. Al no ver otra salida, se disculpa con ella y luego la «empuja» mentalmente a quemar todo el lugar, comenzando con Hollister y él mismo. Charlie prende fuego a ambos, abre mentalmente todas las puertas de seguridad y camina por las instalaciones, matando a todos los empleados y guardias que le cruzan en su camino. Rainbird se libera cuando su celda de detención está desbloqueada y Charlie casi es capturada por hombres con trajes a prueba de fuego, incapaz de matarlos a todos. Los hombres están a punto de someterla cuando Rainbird les dispara por la espalda. Se rinde ante Charlie y se arrodilla para su juicio final y Charlie comienza a matarlo, pero se ve a sí misma en el espejo y al darse cuenta de que la DSI también lo está controlando, lo perdona, antes de finalmente incendiar el resto del edificio.
Por último, se ve a Charlie caminando hacia una playa con Rainbird siguiéndolo a sus espaldas. Sabiendo que está sola en el mundo, Charlie permite que Rainbird la lleve y se van juntos.

## Reparto
- Zac Efron como Andrew «Andy» McGee.
- Michael Greyeyes como John Rainbird.
- Ryan Kiera Armstrong como Charlene «Charlie» McGee.
- Sydney Lemmon como Victoria «Vicky» McGee (de soltera Tomlinson)
- Kurtwood Smith como el Dr. Joseph Wanless.
- John Beasley como Irv Manders.
- Gloria Reuben como la Capitana Jane Hollister.

## Producción
El 27 de abril de 2017, Universal Pictures y Blumhouse Productions anunciaron un reinicio de Firestarter, con Akiva Goldsman listo para dirigir y producir junto a Jason Blum. El 28 de junio de 2018, Fatih Akin reemplazó a Goldsman como director, con Scott Teems listo para escribir el guion. El 16 de diciembre de 2019, Keith Thomas reemplazó a Akin como director.
En septiembre de 2020, Zac Efron fue elegido para el papel principal de la película. En febrero de 2021, Michael Greyeyes se unió al elenco. En junio de 2021, Ryan Kiera Armstrong fue elegido para el papel principal de Charlie McGee, con Gloria Reuben uniéndose en un papel no revelado y Sydney Lemmon uniéndose como la madre de Charlie.
El rodaje comenzó el 25 de mayo de 2021 en Toronto y Hamilton, Ontario, y terminó el 16 de julio.